# Schefflera victoriae
Schefflera victoriae är en araliaväxtart som först beskrevs av Lilian Suzette Gibbs, och fick sitt nu gällande namn av David Gamman Frodin. Schefflera victoriae ingår i släktet Schefflera och familjen araliaväxter. Inga underarter finns listade.